# 仁川広域市
座標: 北緯37度29分 東経126度38分 / 北緯37.483度 東経126.633度

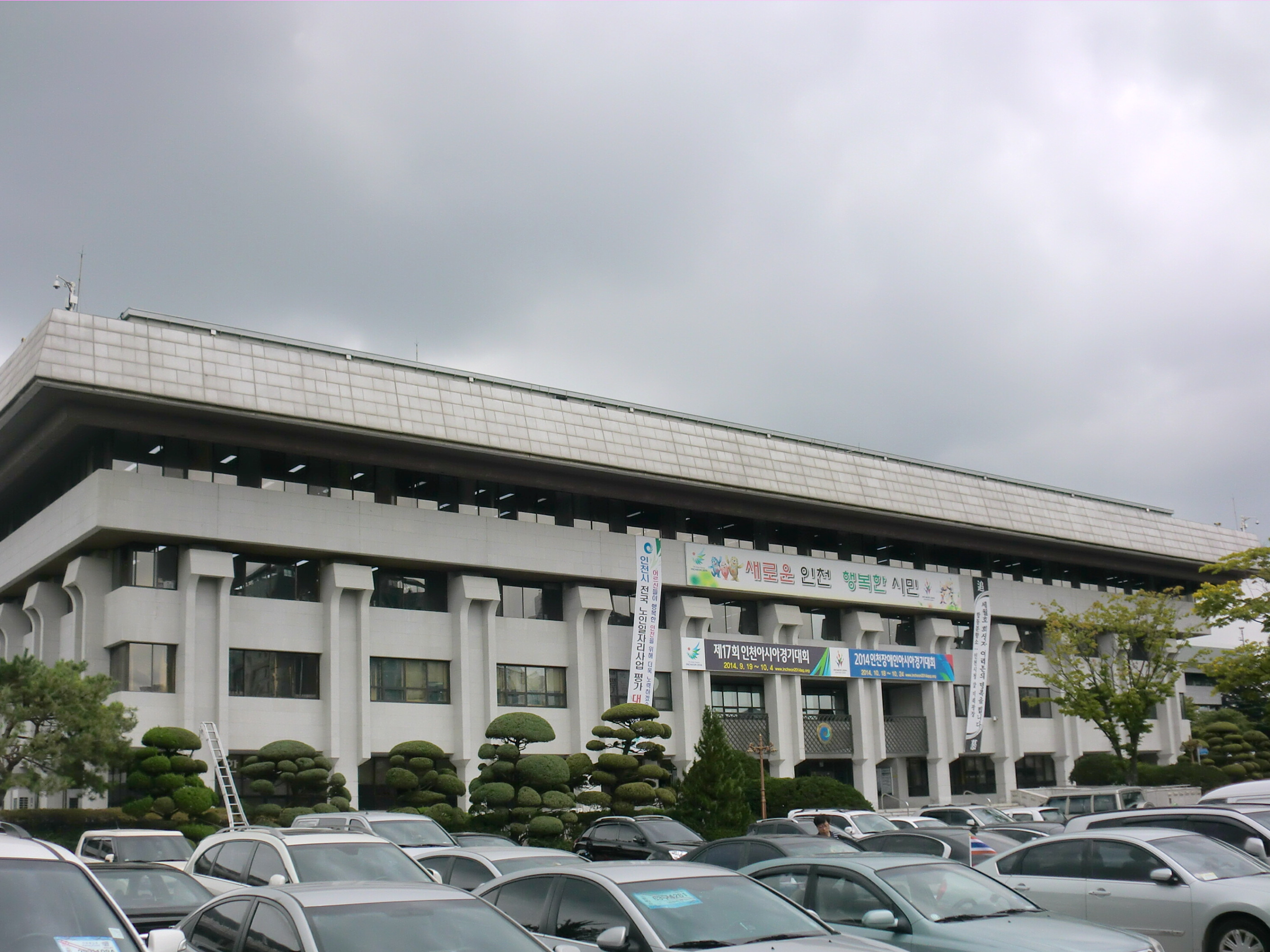
仁川広域市庁

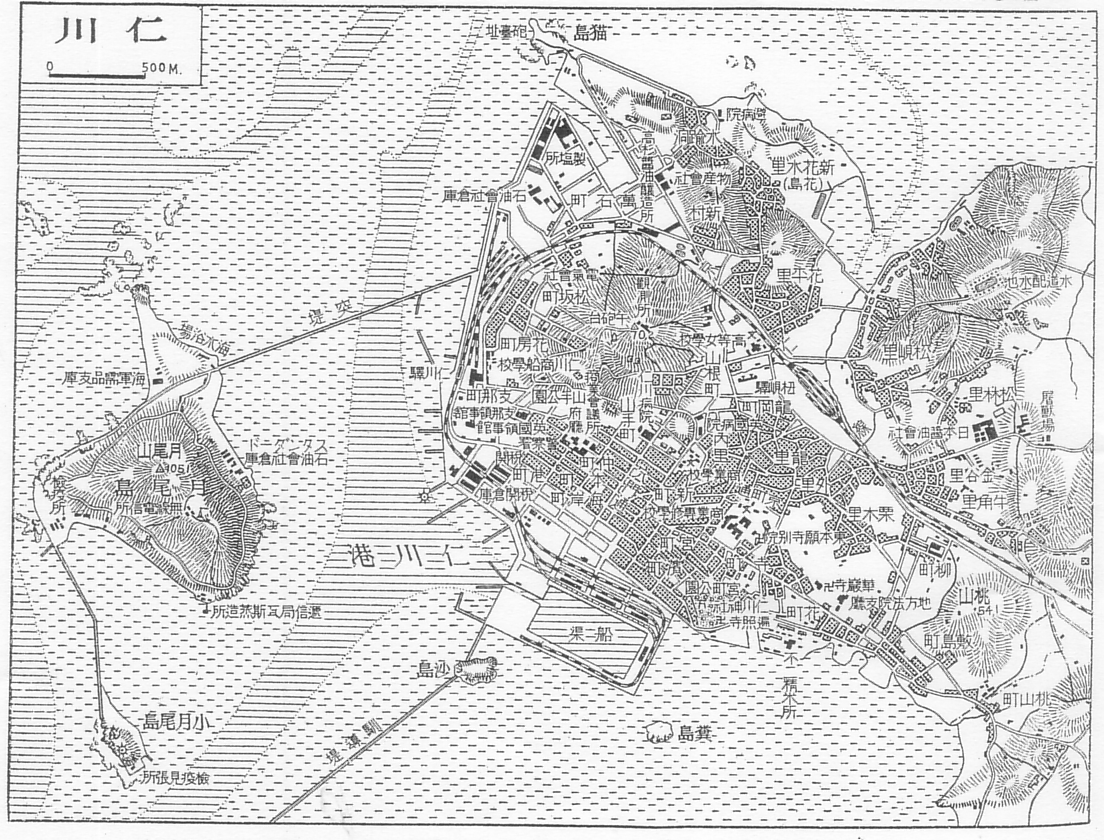
1930年頃の地図

仁川広域市（インチョンこういきし、朝: 인천광역시、英: Incheon Metropolitan City）は、大韓民国西北部の市（京畿道地方）。黄海に面した韓国を代表する港湾都市の一つである。沖合には仁川国際空港がある。
人口は約300万人で、広域市に指定されている。ソウル、釜山に次いで韓国で3番目の人口を誇るが、ソウル市の衛星都市的な性格が強いため、韓国第三の都市は仁川ではなく大邱とされることが多い。
仁川都心部には富平、九月洞、月尾島などの繁華街がある。郊外の埋立地は韓国最大の経済自由区域である仁川経済自由区域に指定されており、松島新都市、青羅国際都市などの建設が進められている。

## 概説
首都ソウルから西に40キロに位置する港湾都市であり、内陸にあるソウルの外港として発展した。貿易港として栄え、韓国で唯一の中華街（仁川チャイナタウン）がある。中国とのつながりは強く、天津、大連、青島、煙台などの都市とフェリーで結ばれている。1883年に港が開かれたときには人口はわずか4700人あまりで、その当時は済物浦（チェムルポ・さいもっぽ）と呼ばれていた。
ソウルとは首都圏電鉄の各路線で結ばれており、共通の運賃で利用することが出来る。このため、ソウルへの通勤通学客は非常に多く、1つの経済圏を形成している。ソウルのベッドタウンとしての性格が強いため、一般的には「第3の都市」と認識されていない。これは日本の横浜市の状況と類似している。かつては京畿道に属していたが、1981年7月に広域市となった。日本の政令指定都市に近い制度である。ソウル都市圏の拡大に合わせ人口は増加を続け、1979年に人口100万人、1992年に200万人、1999年に250万人を突破した。現在は約300万人で安定している。近代都市としての顔を持つ一方、江華郡など広大な農村部も含み、市の面積の21%は水田であり、44%は森林である。
2001年に仁川国際空港が開港したことで韓国の空の玄関口となり日本の成田市と同じ位置づけになった。仁川国際空港が属する中区と成田市は1998年に友好都市の提携をしている。
2002年の日韓ワールドカップに合わせ建設が進められた仁川国際空港は自由貿易地域に指定されており、もう一つの自由貿易地域である釜山・鎮海自由貿易地域とともに金融・経済のハブとなるべく外資誘致を積極的に行っている。延寿区の松島新都市には韓国版シリコンバレーと呼ばれる情報産業団地も造成中である。
松島新都市に建設予定だった仁川タワーは、151階建て、高さ587メートルとして計画され、完成すれば韓国で最も高い超高層ビルになるはずだったが、2008年の着工直後に、世界金融危機をきっかけとした不動産景気悪化の影響で事実上の建設凍結となった。4兆7千億ウォンが必要な立体複合都市「ルウォンシティ」が計画されたが、これも同様の理由で中止された 。
2014年には、仁川アジア大会が開催されたが、仁川広域市は莫大な負債を抱えている中で、韓国政府の反対を押し切って誘致したものの、直前まで「開催を返上する」と韓国政府と揉めた経緯がある。
プロ野球チームのSSGランダース、プロサッカークラブの仁川ユナイテッドFC、プロバスケットボールチームの仁川電子ランドエレファンツ、プロバレーボールチームの大韓航空ジャンボスなどのプロスポーツチームの本拠地となっている。
韓国では、首都ソウルへの一極集中が激しく、韓国第2の都市である釜山も、ソウルに人口を吸われる立場となっており、人口減少が続いている。一方、ソウルに近い仁川は、ソウルへの一極集中の恩恵を受け、人口が増加している。特に就業・失業者を意味する「経済活動人口」では、2025年1月に仁川が釜山を上回っており、このままの状況が続くと、韓国第2の都市は、釜山から仁川に移るとの予想もある。
経済の面では、2023年時点で、仁川は域内GDPにおいて釜山を上回っており、すでに「韓国第2の都市」となっている。

## 歴史
先史時代から人が住み、仁川を始め永宗島・江華島で新石器時代及び青銅器時代の遺跡が発掘されている。 特に江華島の三郎城と塹城壇は古朝鮮とかかわる遺跡である。百済の始祖伝説によれば、仁川は沸流が建国した彌鄒忽の都だった。仁川はもともと百済に属したが、5世紀以降は高句麗や統一新羅の領土となり、買召忽と呼ばれていた。
統一新羅の景徳王の時に名称が変更されて仁川は邵城県、富平は長堤郡、江華島は海口郡、甕津郡は鵠島と呼ばれた。高麗時代、仁川は王室と深い関係を結び、慶源郡・仁州・慶源府に昇格した。江華島は940年に県が設置された後、1232年にはモンゴル帝国の侵略に抵抗するため開京の都を移したところである。李氏朝鮮時代、慶源府は1392年に仁州、ついで1413年に仁川郡と改称されて仁川という名前が初めて登場した。海岸の湊は済物浦と呼ばれる。
近代開国期に仁川は丙寅の役・辛未洋擾などで外国艦隊と交戦し、日朝修好条規によって1883年開港したため西欧の文物が仁川港を通じて流入した。1882年には済物浦沖の米軍艦上で米朝修好通商条約が調印された。条約港として発展し、日本統治時代に仁川府（当時の読み方、じんせんふ）が設置され、1949年に仁川府は仁川市と改称した。 1950年9月、国際連合軍は仁川上陸作戦を敢行し、朝鮮戦争の戦局を挽回した。
- 1910年10月1日 - 1910年8月19日の韓国併合の前の仁川府の管轄区域を維持するという総督府令を発表。
- 1914年4月1日 - 仁川府を分割し、仁川港周辺の区域を新たな仁川府として指定する。農村部は富平郡と合併し、富川郡として編成。
- 1936年 - 富川郡多朱面・文鶴面の各一部を編入。
- 1940年4月1日 - 富川郡文鶴面・南洞面・富内面・西串面を編入。これに合わせて町名を設置。

| 朝鮮総督府令第40号  |                                                                                              |                                                                                                  |
| 旧行政区域 (富川郡) | 旧行政区域 (富川郡)                                                                          | 新行政区域 (仁川府)                                                                              |
| 文鶴面              | 官校里、文鶴里、도장리、青鶴里、延寿里、東春町、間石里、九月里                               | 元町、文鶴町、舞鶴町、青鶴町、延寿町、東春町、木越町、鄭志町                                     |
| 南洞面              | 万寿里、長寿里、雲宴里、西昌里、발산리、桃山里、와우리、論峴町、古桟町                       | 万寿町、長寿町、雲宴町、浪速町、寿町、新桃山町、五宝町、論峴町、日向町                           |
| 富内面              | 十井里、大井里、山谷里、清川里、효성리、도두리、後井里、葛月里、馬墳里、항동리、九山里       | 大島町、昭和町、白馬町、川上町、曙町、東雲町、三笠町、吉野町、明治町、香取町、伊藤町             |
| 富内面              | 가현리、신대리、鵲田里、화전리                                                               | 鵲田町                                                                                           |
| 富内面              | 부평리、하리                                                                                 | 大正町                                                                                           |
| 西串面              | 佳亭里、佳佐里、黔岩里、고작리、고잔리、公村里、白石里、始川里、新峴里、深谷里、連喜里、포리 | 千代田町、浅間町、瓜生町、村上町、李家町、黒田町、雲揚町、春日町、玄武町、日進町、井上町、久水町 |
- 1949年8月15日 - 仁川府が仁川市に改称。
- 1963年1月1日 - 富川郡永宗面の一部（紫燕島）を編入。
- 1968年1月1日 - 中区・東区・南区・北区を設置。(4区)
- 1981年7月1日 - 京畿道仁川市が仁川直轄市に昇格。(4区)
- 1988年1月1日 (6区)
  - 北区の一部区域を分離し、西区を設置。
  - 南区の一部区域を分離し、南洞区を設置。
- 1989年1月1日 (6区)
  - 京畿道金浦郡桂陽面が北区に編入。
  - 京畿道甕津郡永宗面・龍遊面が中区に編入。
- 1995年1月1日 - 仁川直轄市が仁川広域市に改称。(8区2郡)
  - 京畿道江華郡・甕津郡を編入。
  - 京畿道金浦郡黔丹面が西区に編入。
  - 北区が富平区・桂陽区に分離。
  - 南区の一部が延寿区として分離。
- 2014年 - アジア競技大会・アジアパラ競技大会開催。
- 2018年 - 南区が弥鄒忽区に改称。(8区2郡)
- 2026年7月1日（予定） - 行政区域改編[7]。(9区2郡)
  - 中区の島嶼部が永宗区として分離。
  - 中区の残部・東区を済物浦区に改編。
  - 西区の一部が黔丹区として分離。

2022年8月31日に仁川市が発表した9区2郡への行政区画再編推進案によると、中区と東区を「済物浦区」と「永宗区」に再編し、西区の京仁アラベッキル以北の地域を「黔丹区」として分区する計画があり、2024年1月に国会での「仁川市済物浦区・永宗区および黔丹区設置等に関する法律」の通過により、2026年7月1日に実施する予定である。また、南洞区を分区する計画もある。

## 仁川広域市の自治体
仁川広域市には8区が設けられているほか、2郡が含まれている。読みと各種表記は大韓民国の地方行政区画を参照。

行政区域図

### 区部
- 桂陽区　ケヤンく (계양구)
- 弥鄒忽区　ミチュホルく (미추홀구)
- 南洞区　ナムドンく (남동구)
- 東区　トンく (동구)
- 富平区　プピョンく (부평구)
- 西区　ソく (서구)
- 延寿区　ヨンスく (연수구)
- 中区　チュンく (중구)

### 郡部
- 江華郡　カンファぐん (강화군)
- 甕津郡　オンジンぐん (옹진군)

## 行政
- 市長：朴南春（박남춘、パク・ナムチュン、任期：2018年7月1日～現在）民選7期。国会議員を連続2期（19～20代）務めた。
  - 民選6期：劉正福（유정복、ユ・ジョンブク。任期：2014年7月1日～2018年6月30日）
  - 民選5期：宋永吉（송영길、ソン・ヨンギル。任期：2010年7月1日～2014年6月30日）
  - 民選4期：安相洙（안상수、アン・サンス。任期：2006年7月1日～2010年6月30日）
  - 民選3期：安相洙（안상수、アン・サンス。任期：2002年7月1日～2006年6月30日）
  - 民選2期：崔箕善（朝鮮語版）（최기선、チェ・ギソン。任期：1998年7月1日～2002年6月30日）
  - 民選1期：崔箕善（최기선、チェ・ギソン。任期：1995年7月1日～1998年6月30日）

出所：仁川広域市ホームページ「역대시장 」（歴代市長）。民選前も含めた仁川市の歴代市長については仁川広域市長を参照。
- 市議会：40議席（地域区36議席＋比例代表4議席）地域区は小選挙区制。

出典：의회연혁（議会沿革）
| 合計 | 合計     | 40 | 26 | 14 |
| 内訳 | 地域区   | 36 | 24 | 12 |
| 内訳 | 比例代表 | 4  | 2  | 2  |
出典：인천광역시의회（仁川広域市議会）の의원소개（議員紹介）。2018年7月14日閲覧
2012年の時点で、典型的な箱物行政と月尾銀河レールのような安全性の問題により開業の目処が経たない公共事業など杜撰な開発が祟り、市の予算に対する負債比率は39.8％にまで達し市の財政は完全に破綻し大きな社会問題となっており、市の抱える負債は韓国の自治体では最悪の水準にあった。

## 地理

### 山
- 摩尼山

### 島
2011年現在、市内には151島があり、有人島が39島、無人島が112島である。北方限界線に近い旧黄海道の「西海五島」（白翎島、大青島、小青島、延坪島、隅島）も含まれる。島部の面積は292km3と市域の28％を占める。
- 江華島
- 実尾島
- 永宗島

## 気候
最高気温極値は38.9℃（1949年8月16日）、最低気温極値は-21.0℃（1931年1月11日）、過去最深積雪43.8cm（1922年3月23日）である。
| 仁川広域市（仁川気象台）の気候                              | 仁川広域市（仁川気象台）の気候 | 仁川広域市（仁川気象台）の気候 | 仁川広域市（仁川気象台）の気候 | 仁川広域市（仁川気象台）の気候 | 仁川広域市（仁川気象台）の気候 | 仁川広域市（仁川気象台）の気候 | 仁川広域市（仁川気象台）の気候 | 仁川広域市（仁川気象台）の気候 | 仁川広域市（仁川気象台）の気候 | 仁川広域市（仁川気象台）の気候 | 仁川広域市（仁川気象台）の気候 | 仁川広域市（仁川気象台）の気候 | 仁川広域市（仁川気象台）の気候 |
| 月                                                          | 1月                            | 2月                            | 3月                            | 4月                            | 5月                            | 6月                            | 7月                            | 8月                            | 9月                            | 10月                           | 11月                           | 12月                           | 年                             |
| ----------------------------------------------------------- | ------------------------------ | ------------------------------ | ------------------------------ | ------------------------------ | ------------------------------ | ------------------------------ | ------------------------------ | ------------------------------ | ------------------------------ | ------------------------------ | ------------------------------ | ------------------------------ | ------------------------------ |
| 最高気温記録 °C （°F）                                      | 15.8 (60.4)                    | 18.2 (64.8)                    | 21.9 (71.4)                    | 32.7 (90.9)                    | 31.2 (88.2)                    | 33.8 (92.8)                    | 38.9 (102)                     | 38.9 (102)                     | 33.4 (92.1)                    | 28.6 (83.5)                    | 26.2 (79.2)                    | 17.5 (63.5)                    | 38.9 (102)                     |
| 平均最高気温 °C （°F）                                      | 2.2 (36)                       | 4.8 (40.6)                     | 10.1 (50.2)                    | 16.2 (61.2)                    | 21.6 (70.9)                    | 25.6 (78.1)                    | 27.8 (82)                      | 29.2 (84.6)                    | 25.8 (78.4)                    | 19.9 (67.8)                    | 12.0 (53.6)                    | 4.5 (40.1)                     | 16.6 (61.9)                    |
| 日平均気温 °C （°F）                                        | −1.5 (29.3)                    | 0.7 (33.3)                     | 5.6 (42.1)                     | 11.5 (52.7)                    | 16.8 (62.2)                    | 21.3 (70.3)                    | 24.4 (75.9)                    | 25.6 (78.1)                    | 21.5 (70.7)                    | 15.3 (59.5)                    | 7.9 (46.2)                     | 0.7 (33.3)                     | 12.5 (54.5)                    |
| 平均最低気温 °C （°F）                                      | −4.8 (23.4)                    | −2.8 (27)                      | 2.1 (35.8)                     | 7.9 (46.2)                     | 13.1 (55.6)                    | 18.0 (64.4)                    | 21.8 (71.2)                    | 22.9 (73.2)                    | 18.1 (64.6)                    | 11.4 (52.5)                    | 4.3 (39.7)                     | −2.7 (27.1)                    | 9.1 (48.4)                     |
| 最低気温記録 °C （°F）                                      | −21.0 (−5.8)                   | −18.4 (−1.1)                   | −13.8 (7.2)                    | −3.6 (25.5)                    | 3.4 (38.1)                     | 8.7 (47.7)                     | 12.8 (55)                      | 14.4 (57.9)                    | 5.3 (41.5)                     | −3.2 (26.2)                    | −12.0 (10.4)                   | −18.6 (−1.5)                   | −21.0 (−5.8)                   |
| 降水量 mm （inch）                                          | 15.9 (0.626)                   | 25.1 (0.988)                   | 33.8 (1.331)                   | 63.5 (2.5)                     | 96.3 (3.791)                   | 106.0 (4.173)                  | 337.7 (13.295)                 | 274.6 (10.811)                 | 130.3 (5.13)                   | 51.1 (2.012)                   | 50.8 (2)                       | 22.3 (0.878)                   | 1,207.4 (47.535)               |
| 平均降水日数 （≥0.1 mm）                                    | 5.9                            | 5.2                            | 5.9                            | 7.9                            | 8.4                            | 9.5                            | 15.0                           | 12.4                           | 8.1                            | 6.0                            | 8.6                            | 7.7                            | 100.6                          |
| 平均降雪日数                                                | 7.1                            | 4.4                            | 2.0                            | 0.2                            | 0.0                            | 0.0                            | 0.0                            | 0.0                            | 0.0                            | 0.0                            | 1.8                            | 6.6                            | 22.1                           |
| % 湿度                                                      | 61.1                           | 61.2                           | 63.4                           | 64.5                           | 69.8                           | 75.9                           | 83.8                           | 80.1                           | 72.9                           | 66.7                           | 64.3                           | 61.8                           | 68.8                           |
| 平均月間日照時間                                            | 186.6                          | 188.5                          | 215.3                          | 220.0                          | 239.5                          | 212.5                          | 159.7                          | 189.8                          | 200.4                          | 219.1                          | 170.2                          | 176.7                          | 2,378.3                        |
| 出典：韓国気象庁 (平均値：1991年-2020年、極値：1904年-現在) |                                |                                |                                |                                |                                |                                |                                |                                |                                |                                |                                |                                |                                |

| 江華郡の気候                                                | 江華郡の気候 | 江華郡の気候 | 江華郡の気候 | 江華郡の気候 | 江華郡の気候  | 江華郡の気候  | 江華郡の気候 | 江華郡の気候   | 江華郡の気候  | 江華郡の気候 | 江華郡の気候 | 江華郡の気候 | 江華郡の気候    |
| 月                                                          | 1月          | 2月          | 3月          | 4月          | 5月           | 6月           | 7月          | 8月            | 9月           | 10月         | 11月         | 12月         | 年              |
| ----------------------------------------------------------- | ------------ | ------------ | ------------ | ------------ | ------------- | ------------- | ------------ | -------------- | ------------- | ------------ | ------------ | ------------ | --------------- |
| 最高気温記録 °C （°F）                                      | 12.6 (54.7)  | 17.4 (63.3)  | 22.3 (72.1)  | 29.2 (84.6)  | 31.0 (87.8)   | 33.2 (91.8)   | 35.5 (95.9)  | 35.8 (96.4)    | 31.7 (89.1)   | 28.3 (82.9)  | 23.8 (74.8)  | 16.0 (60.8)  | 35.8 (96.4)     |
| 平均最高気温 °C （°F）                                      | 1.7 (35.1)   | 4.5 (40.1)   | 9.8 (49.6)   | 16.2 (61.2)  | 21.4 (70.5)   | 25.4 (77.7)   | 27.6 (81.7)  | 29.0 (84.2)    | 25.5 (77.9)   | 19.5 (67.1)  | 11.5 (52.7)  | 3.9 (39)     | 16.3 (61.3)     |
| 日平均気温 °C （°F）                                        | −3.2 (26.2)  | −0.7 (30.7)  | 4.6 (40.3)   | 10.7 (51.3)  | 16.0 (60.8)   | 20.5 (68.9)   | 23.7 (74.7)  | 24.7 (76.5)    | 20.2 (68.4)   | 13.7 (56.7)  | 6.3 (43.3)   | −0.9 (30.4)  | 11.3 (52.3)     |
| 平均最低気温 °C （°F）                                      | −8.1 (17.4)  | −5.8 (21.6)  | −0.6 (30.9)  | 5.3 (41.5)   | 11.0 (51.8)   | 16.3 (61.3)   | 20.6 (69.1)  | 21.2 (70.2)    | 15.6 (60.1)   | 8.1 (46.6)   | 1.2 (34.2)   | −5.7 (21.7)  | 6.6 (43.9)      |
| 最低気温記録 °C （°F）                                      | −22.5 (−8.5) | −19.4 (−2.9) | −11.3 (11.7) | −4.4 (24.1)  | 1.6 (34.9)    | 6.9 (44.4)    | 12.7 (54.9)  | 12.5 (54.5)    | 3.0 (37.4)    | −4.2 (24.4)  | −12.0 (10.4) | −19.8 (−3.6) | −22.5 (−8.5)    |
| 降水量 mm （inch）                                          | 15.6 (0.614) | 22.5 (0.886) | 31.4 (1.236) | 64.9 (2.555) | 110.9 (4.366) | 110.0 (4.331) | 355.6 (14)   | 300.4 (11.827) | 131.5 (5.177) | 55.8 (2.197) | 46.3 (1.823) | 21.3 (0.839) | 1,266.2 (49.85) |
| 平均降水日数 （≥0.1 mm）                                    | 5.0          | 4.8          | 6.0          | 7.5          | 8.2           | 8.6           | 14.1         | 11.9           | 7.4           | 5.6          | 7.5          | 6.6          | 93.2            |
| % 湿度                                                      | 63.6         | 61.0         | 61.4         | 62.4         | 68.6          | 75.1          | 82.8         | 79.9           | 73.8          | 68.9         | 67.8         | 65.4         | 69.2            |
| 平均月間日照時間                                            | 186.2        | 186.5        | 217.0        | 221.7        | 235.3         | 208.5         | 153.0        | 184.9          | 203.8         | 214.3        | 166.0        | 171.8        | 2,349           |
| 出典：韓国気象庁 (平均値：1991年-2020年、極値：1972年-現在) |              |              |              |              |               |               |              |                |               |              |              |              |                 |

| 甕津郡（白翎島）の気候                                      | 甕津郡（白翎島）の気候 | 甕津郡（白翎島）の気候 | 甕津郡（白翎島）の気候 | 甕津郡（白翎島）の気候 | 甕津郡（白翎島）の気候 | 甕津郡（白翎島）の気候 | 甕津郡（白翎島）の気候 | 甕津郡（白翎島）の気候 | 甕津郡（白翎島）の気候 | 甕津郡（白翎島）の気候 | 甕津郡（白翎島）の気候 | 甕津郡（白翎島）の気候 | 甕津郡（白翎島）の気候 |
| 月                                                          | 1月                    | 2月                    | 3月                    | 4月                    | 5月                    | 6月                    | 7月                    | 8月                    | 9月                    | 10月                   | 11月                   | 12月                   | 年                     |
| ----------------------------------------------------------- | ---------------------- | ---------------------- | ---------------------- | ---------------------- | ---------------------- | ---------------------- | ---------------------- | ---------------------- | ---------------------- | ---------------------- | ---------------------- | ---------------------- | ---------------------- |
| 最高気温記録 °C （°F）                                      | 9.4 (48.9)             | 15.5 (59.9)            | 17.3 (63.1)            | 23.7 (74.7)            | 28.1 (82.6)            | 30.0 (86)              | 33.5 (92.3)            | 33.2 (91.8)            | 29.9 (85.8)            | 25.6 (78.1)            | 20.3 (68.5)            | 13.8 (56.8)            | 33.5 (92.3)            |
| 平均最高気温 °C （°F）                                      | 1.2 (34.2)             | 2.8 (37)               | 7.1 (44.8)             | 13.0 (55.4)            | 18.7 (65.7)            | 22.9 (73.2)            | 25.4 (77.7)            | 26.9 (80.4)            | 23.5 (74.3)            | 17.7 (63.9)            | 10.6 (51.1)            | 3.8 (38.8)             | 14.5 (58.1)            |
| 日平均気温 °C （°F）                                        | −1.3 (29.7)            | 0.0 (32)               | 3.8 (38.8)             | 9.1 (48.4)             | 14.5 (58.1)            | 19.0 (66.2)            | 22.3 (72.1)            | 23.8 (74.8)            | 20.1 (68.2)            | 14.7 (58.5)            | 7.9 (46.2)             | 1.2 (34.2)             | 11.3 (52.3)            |
| 平均最低気温 °C （°F）                                      | −3.4 (25.9)            | −2.2 (28)              | 1.3 (34.3)             | 6.0 (42.8)             | 11.1 (52)              | 16.1 (61)              | 19.9 (67.8)            | 21.5 (70.7)            | 17.8 (64)              | 12.3 (54.1)            | 5.5 (41.9)             | −1.1 (30)              | 8.7 (47.7)             |
| 最低気温記録 °C （°F）                                      | −17.4 (0.7)            | −15.3 (4.5)            | −7.7 (18.1)            | 0.5 (32.9)             | 5.0 (41)               | 7.3 (45.1)             | 13.0 (55.4)            | 14.1 (57.4)            | 10.7 (51.3)            | 2.1 (35.8)             | −3.9 (25)              | −11.3 (11.7)           | −17.4 (0.7)            |
| 降水量 mm （inch）                                          | 13.3 (0.524)           | 17.4 (0.685)           | 18.2 (0.717)           | 47.5 (1.87)            | 74.3 (2.925)           | 72.0 (2.835)           | 201.0 (7.913)          | 158.5 (6.24)           | 90.6 (3.567)           | 31.0 (1.22)            | 41.9 (1.65)            | 21.6 (0.85)            | 787.3 (30.996)         |
| 平均降水日数 （≥0.1 mm）                                    | 7.4                    | 4.8                    | 5.3                    | 6.9                    | 8.1                    | 10.0                   | 13.9                   | 11.1                   | 6.7                    | 5.0                    | 8.5                    | 9.9                    | 97.6                   |
| 平均降雪日数                                                | 11.0                   | 6.2                    | 2.3                    | 0.1                    | 0.0                    | 0.0                    | 0.0                    | 0.0                    | 0.0                    | 0.2                    | 3.0                    | 12.7                   | 35.5                   |
| % 湿度                                                      | 63.4                   | 63.0                   | 65.5                   | 65.7                   | 70.1                   | 80.2                   | 88.0                   | 83.7                   | 75.9                   | 67.8                   | 64.7                   | 63.8                   | 71.0                   |
| 平均月間日照時間                                            | 139.9                  | 166.6                  | 216.9                  | 219.3                  | 239.6                  | 191.0                  | 136.7                  | 189.6                  | 212.4                  | 217.6                  | 146.7                  | 117.3                  | 2,193.6                |
| 出典：韓国気象庁 (平均値：2001年-2020年、極値：2000年-現在) |                        |                        |                        |                        |                        |                        |                        |                        |                        |                        |                        |                        |                        |

## 国際機関・国の機関
- 国土海洋部所属の沿岸警備隊である海洋警察庁本庁及び仁川海洋警察署が設置されている。
- 仁川警察庁

2012年に国際連合傘下の気候変動枠組条約国際機関である緑の気候基金（GCF）本部が仁川の松島国際都市に設置され、仁川は韓国で初めて国連所属の国際機関本部を持つ都市となった。

## 教育・医療

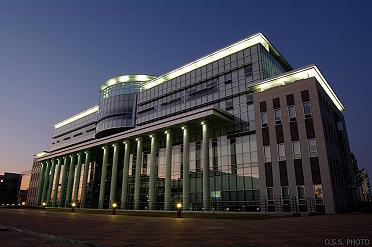
仁川大学校

### 大学
4年制国立大学
- 仁川大学校
- 京仁教育大学校

4年制私立大学
- 仁荷大学校
- 仁川カトリック大学校 (松島国際キャンパス)
- 嘉泉大学校

私立専門大学
- 仁荷工業専門大学
- 仁川才能大学校
- 京仁女子大学校

キャンパス
- 延世大学校 国際キャンパス
- 安養大学校 江華キャンパス
- 青雲大学校 仁川キャンパス

仁川 グローバルキャンパス
- 韓国ニューヨーク州立大学 (アメリカ)
- ジョージ・メイソン大学 (アメリカ)
- ケント大学 (ベルギー)
- ユタ大学 (アメリカ)

私立技能専門大学
- 韓国ポリテク大学 (雇用労働部傘下の国策の特殊大学)
  - 韓国ポリテク大学 南仁川キャンパス

国立遠隔大学
- 韓国放送通信大学校 仁川地域大学

### 医療機関
大学病院
- 仁荷大学校 医科大学 付属病院 (圏域応急医療センター)
  - 仁荷大学病院 空港医療センター

(仁川国際空港)
- 嘉泉大学校 吉病院 (圏域応急医療センター)
- カトリック大学校 仁川聖母病院
- カトリック関東大学校 国際聖母病院

圏域応急医療センターは、重症救急患者中心の診療、大型災害などの発生時応急医療支援、特定地域内の他の医療機関から移送される重症救急医療患者の収容、その外に保健福祉部長官が指定している圏域内の救急医療業務を遂行させるために、圏域ごとに指定された上級総合病院、または300病床以上の病院であり、全国29の圏域、40か所が指定されている。

## 交通
- 空港 – 「仁川国際空港」参照

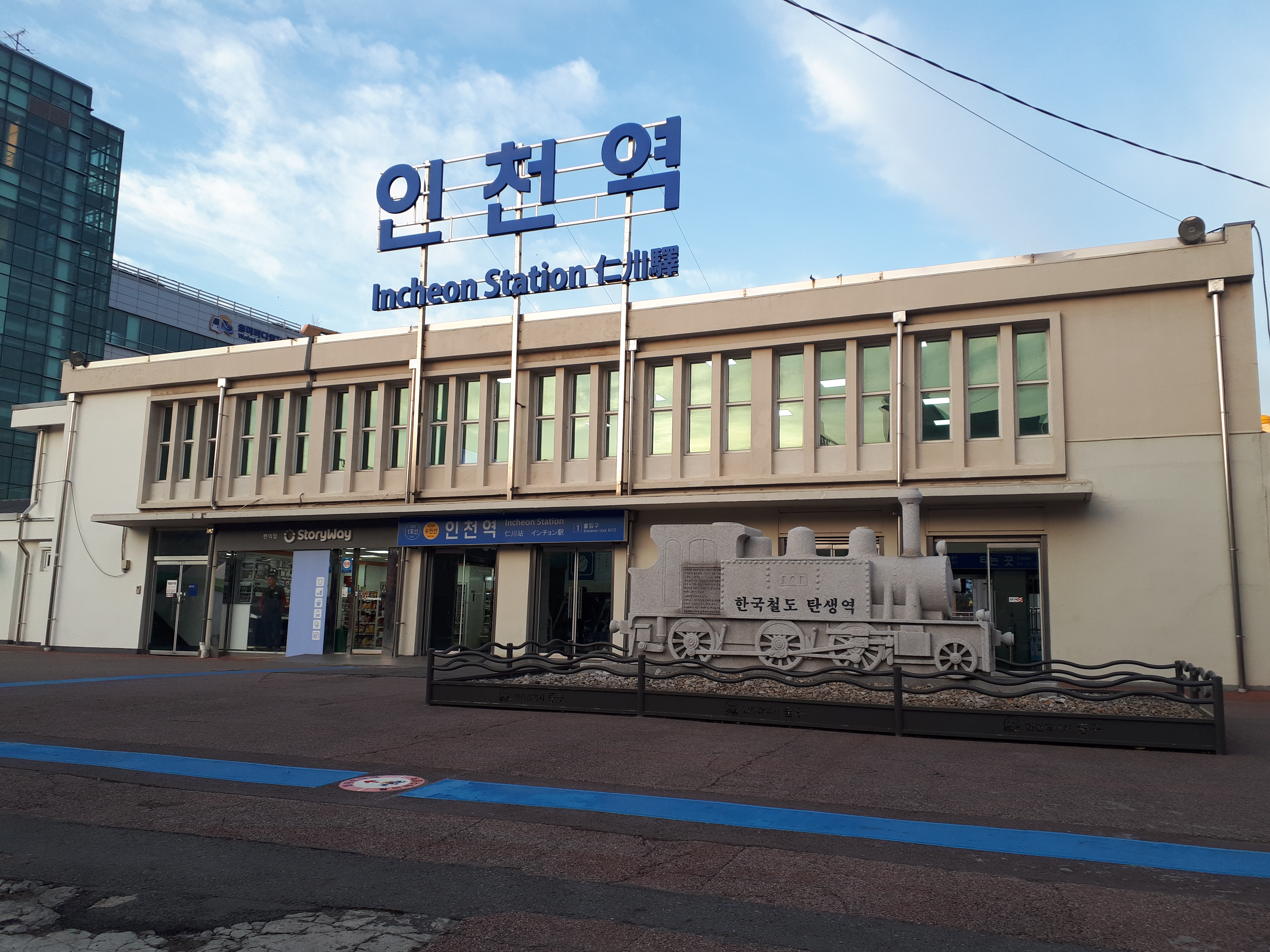
仁川駅

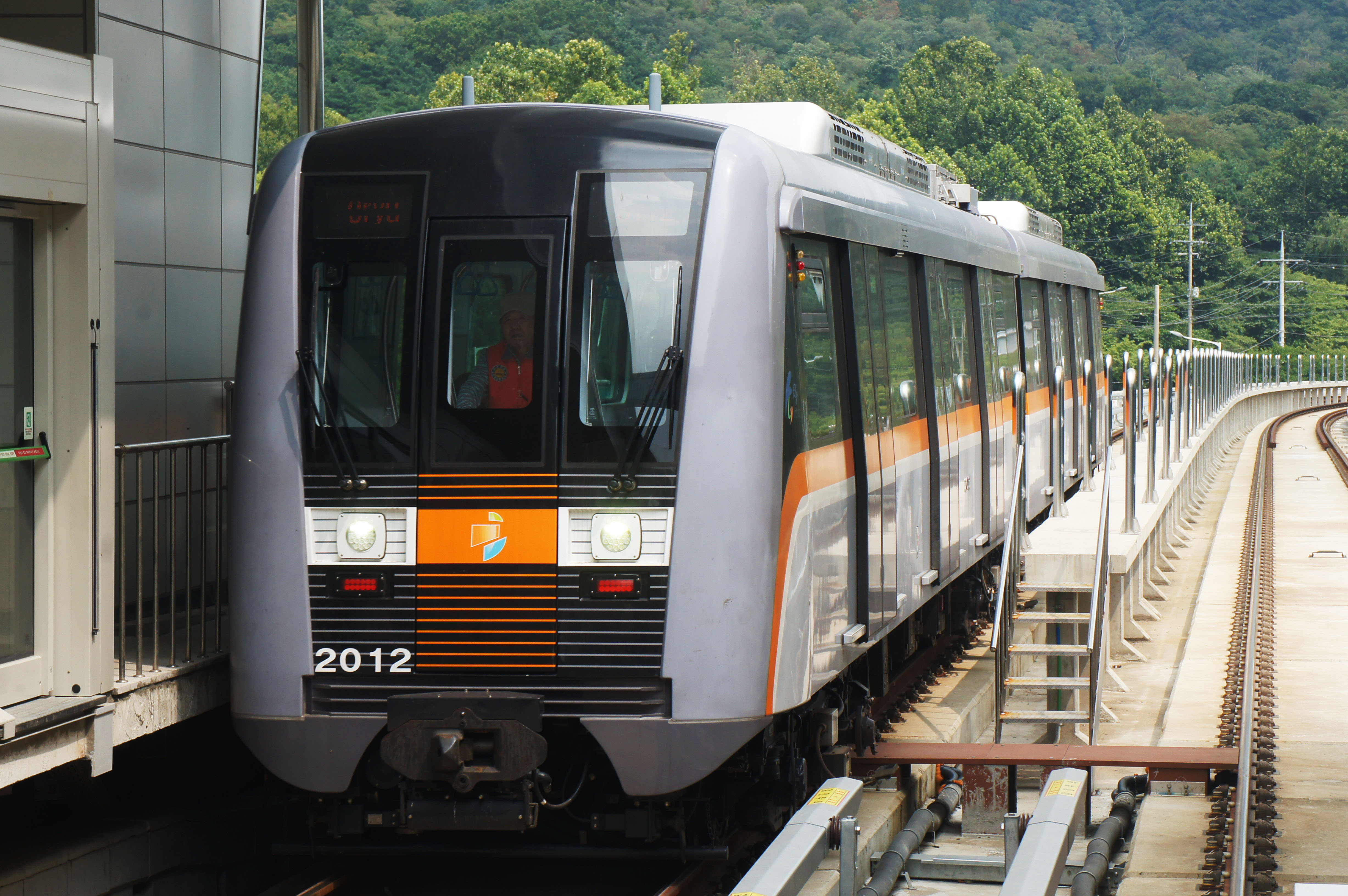
地下鉄2号線

- 水運 – 中華人民共和国沿海諸港を結ぶ直通フェリーが就航している。
  - 天津直轄市
  - 山東省青島、威海、煙台
  - 遼寧省大連、営口、丹東
  - 河北省秦皇島

- 鉄道
  - 京仁線（首都圏電鉄1号線）
  - 水仁線
  - 仁川国際空港鉄道（A'REX）
  - 仁川空港磁気浮上鉄道

- 地下鉄（都市鉄道）
  - 仁川都市鉄道1号線・2号線
  - ソウル地下鉄7号線

- モノレール
  - 月尾海列車

- 高速道路
  - 嶺東高速道路
  - 京仁高速道路
  - 第二京仁高速道路
  - ソウル外郭循環高速道路
  - 仁川国際空港高速道路

- 国道
  - 国道6号
  - 国道39号
  - 国道42号線 (韓国)（朝鮮語版） (水仁路)
  - 国道46号 (京仁路)
  - 国道48号
  - 国道77号

- その他の道路
  - 仁川大路（朝鮮語版）
  - 重峯大路
  - ムネミ路
  - 富平大路
  - 桂陽大路

- バス
  - 仁川広域市の市内バス（朝鮮語版）
  - 仁川総合バスターミナル（朝鮮語版）
  - 富平駅市外バス停留場（朝鮮語版）
  - 龍峴洞市外バス停留場（朝鮮語版）
  - 仁川国際空港の市外バス（朝鮮語版）

## 出身者
- チョア（朝鮮語版）（AOA）
- 申泰煥（初代大韓民国国土統一院長官、第8代ソウル大学校総長）
- ファン・シネ（女優）
- チョン・グァンリョル（俳優）
- ユン・シユン（俳優）
- 盧廷潤（元サッカー選手）
- 金南一（元サッカー選手）
- 李根鎬（元サッカー選手）
- 李康仁（サッカー選手、パリ・サンジェルマンFC所属）
- 春日王克昌（元大相撲力士、ソウル生まれ）
- mink（歌手）
- Youjeen（歌手）
- リョウク（SUPER JUNIOR）
- ヒョヨン（少女時代）
- ミンホ（SHINee）
- 柳賢振（プロ野球選手、ハンファ・イーグルス所属）
- 李宰元（プロ野球選手、ハンファ・イーグルス所属）
- 金守経（元プロ野球選手）
- 姜貴太（元プロ野球選手）
- 宋志晩（元プロ野球選手）
- 張珉碩（元プロ野球選手）
- 朴倞兌（元プロ野球選手）
- 金善宇（元プロ野球選手）
- 宋恩範（元プロ野球選手）
- 鄭相昊（元プロ野球選手）
- 朴鎮萬（元プロ野球選手）
- E-CHAN（DKB）
- オン・ソンウ（Wanna One）
- ユン・チェギョン（APRIL）
- ジェノ（NCT、NCT DREAM、NCT 2018、NCT 2020）
- キム・テヨン（CRAVITY）
- リア（ITZY）
- オムジ（GFRIEND）
- ハン（Stray Kids）
- へウォン（NMIXX）
- ヘイン（NewJeans）

## 姉妹都市
- バーバンク、カリフォルニア州、アメリカ合衆国 1961年12月18日
- フィラデルフィア、ペンシルベニア州、アメリカ合衆国 1983年8月15日
- アンカレッジ、アラスカ州、アメリカ合衆国 1986年10月7日
- 北九州市、日本 1988年12月20日
- 天津直轄市、中国 1993年12月7日
- ハイフォン、ベトナム 1997年7月24日
- パナマ市、パナマ 2000年3月16日
- テルアビブ、イスラエル 2000年5月14日
- アレクサンドリア、エジプト 2000年5月17日
- ホノルル、ハワイ州、アメリカ合衆国 2003年10月15日
- 重慶市、中国 2007年6月1日
- メリダ、メキシコ 2007年10月15日
- コルカタ、インド 2007年10月15日
- マニラ、フィリピン 2008年10月7日
- プノンペン、カンボジア 2009年3月27日
- バンテン州、インドネシア 2009年9月14日
- エカテリンブルク、ロシア 2009年9月14日
- 神戸市、日本 2010年4月6日
- ヴェネト州、イタリア 2010年9月6日

このほか、中国の大連、丹東、青島、山東省、烟台、桃園、哈爾濱、ベネズエラのチャカオ市、ブラジルのリオグランデ・ド・スル州、フィリピンのアルバイ州、日本の横浜、ロシアのクロンシュタットと友好協力都市提携している。